# Sapekhburto K'lubi Sioni Bolnisi 2014-2015
Questa voce raccoglie le informazioni riguardanti il Sapekhburto K'lubi Sioni Bolnisi nelle competizioni ufficiali della stagione 2014-2015.

## Stagione
Nella stagione 2014-2015 il Sioni Bolnisi ha disputato la Umaglesi Liga, massima serie del campionato georgiano di calcio, terminando il torneo al tredicesimo posto con 32 punti conquistati in 30 giornate, frutto di 9 vittorie, 5 pareggi e 16 sconfitte. In Sakartvelos tasi è sceso in campo dal secondo turno, venendo subito eliminato dal WIT Georgia. In UEFA Europa League è sceso in campo nel primo turno preliminare, venendo subito eliminato dagli albanesi del Flamurtari Valona per la regola del gol fuori casa.

## Rosa
| N. |                       | Ruolo | Calciatore                |
| -- | --------------------- | ----- | ------------------------- |
| 1  | Georgia (bandiera)    | P     | Mirza Merlani             |
| 2  | Georgia (bandiera)    | D     | Guram Giorbelidze         |
| 3  | Georgia (bandiera)    | D     | Aleksandre Gureshidze     |
| 5  | Georgia (bandiera)    | D     | Dachi Tsnobiladze         |
| 6  | Georgia (bandiera)    | C     | Giorgi Tskhadaia          |
| 7  | Georgia (bandiera)    | C     | Giorgi Mikaberidze        |
| 8  | Georgia (bandiera)    | C     | Zviad Lobjanidze          |
| 10 | Georgia (bandiera)    | C     | Data Sitchinava           |
| 11 | Georgia (bandiera)    | A     | Soso Tchikaidze           |
| 12 | Georgia (bandiera)    | P     | Zurab Batiashvili         |
| 15 | Georgia (bandiera)    | D     | Papuna Mosemgvdlishvili   |
| 18 | Georgia (bandiera)    | D     | Davit Svanidze            |
| 21 | Georgia (bandiera)    | C     | Aleksandre Gogoberishvili |
| 22 | Georgia (bandiera)    | D     | Giorgi Chankotadze        |
| 28 | Georgia (bandiera)    | D     | Aleksandre Intskirveli    |
| 44 | Portogallo (bandiera) | A     | Luis Alberto              |
| 55 | Georgia (bandiera)    | D     | Dachi Popkhadze           |
| 77 | Brasile (bandiera)    | C     | Hêndrio Araújo            |

| N. |                    | Ruolo | Calciatore            |
| -- | ------------------ | ----- | --------------------- |
| 88 | Georgia (bandiera) | D     | Tsotne Keburia        |
| 99 | Georgia (bandiera) | A     | Jaba Ugulava          |
|    | Georgia (bandiera) | P     | Vladimir Zukhbaia     |
|    | Georgia (bandiera) | D     | Ilia Kandelaki        |
|    | Georgia (bandiera) | D     | Otar Khizaneishvili   |
|    | Georgia (bandiera) | D     | Givi K'varatskhelia   |
|    | Georgia (bandiera) | D     | Davit Sajaia          |
|    | Georgia (bandiera) | C     | Tornike Aptsiauri     |
|    | Georgia (bandiera) | C     | Giorgi Gaprindashvili |
|    | Georgia (bandiera) | C     | Giorgi Ganugrava      |
|    | Georgia (bandiera) | C     | Guram Gureshidze      |
|    | Georgia (bandiera) | C     | Davit Imedashvili     |
|    | Georgia (bandiera) | C     | Giorgi Otarishvili    |
|    | Georgia (bandiera) | C     | Irakli Samkharadze    |
|    | Georgia (bandiera) | C     | Vladimer Ugrekhelidze |
|    | Georgia (bandiera) | A     | Giorgi Adamia         |
|    | Georgia (bandiera) | A     | Vili Isiani           |
|    | Georgia (bandiera) | A     | Davit Siradze         |

## Risultati

### UEFA Europa League

#### Primo turno preliminare
| Arbitro: | Kristo Tohver |

|                 |           |                                 |
| Isiani 27’, 30’ | Marcatori | 20’ Veliu 74’ Kuqi 90+3’ Shehaj |

| Arbitro: | Clayton Pisani |

|            |           |                             |
| Shehaj 85’ | Marcatori | 56’ Ugulava 83’ (aut.) Kuqi |

## Statistiche

### Statistiche di squadra
| Competizione     | Punti | In casa | In casa | In casa | In casa | In casa | In casa | In trasferta | In trasferta | In trasferta | In trasferta | In trasferta | In trasferta | Totale | Totale | Totale | Totale | Totale | Totale | DR  |
| Competizione     | Punti | G       | V       | N       | P       | Gf      | Gs      | G            | V            | N            | P            | Gf           | Gs           | G      | V      | N      | P      | Gf     | Gs     | DR  |
| ---------------- | ----- | ------- | ------- | ------- | ------- | ------- | ------- | ------------ | ------------ | ------------ | ------------ | ------------ | ------------ | ------ | ------ | ------ | ------ | ------ | ------ | --- |
| Umaglesi Liga    | 32    | 15      | 7       | 3       | 5       | 21      | 22      | 15           | 2            | 2            | 11           | 11           | 24           | 30     | 9      | 5      | 16     | 32     | 46     | -14 |
| Sakartvelos tasi | -     | 1       | 0       | 1       | 0       | 3       | 3       | 1            | 0            | 0            | 1            | 0            | 1            | 2      | 0      | 1      | 1      | 3      | 4      | -1  |
| Europa League    | -     | 1       | 0       | 0       | 1       | 2       | 3       | 1            | 1            | 0            | 0            | 2            | 1            | 2      | 1      | 0      | 1      | 4      | 4      | 0   |
| Totale           | -     | 17      | 7       | 4       | 6       | 26      | 28      | 17           | 3            | 2            | 12           | 13           | 26           | 34     | 10     | 6      | 18     | 39     | 54     | -15 |